# IC 4870
IC 4870 ist eine aktive, irreguläre Galaxie mit ausgedehnten Sternentstehungsgebieten vom Hubble-Typ IBm im Sternbild Pfau am Südsternhimmel. Sie ist schätzungsweise 35 Millionen Lichtjahre von der Milchstraße entfernt und hat einen Durchmesser von etwa 15.000 Lj. 
Das Objekt wurde im September 1900 vom US-amerikanischen Astronomen DeLisle Stewart entdeckt.